# UTC+5:30
| Süd-Sommer-/Nord-NormalzeitSeegebiet | Nord-Sommer-/Süd-NormalzeitStandardzeit ganzjährig |

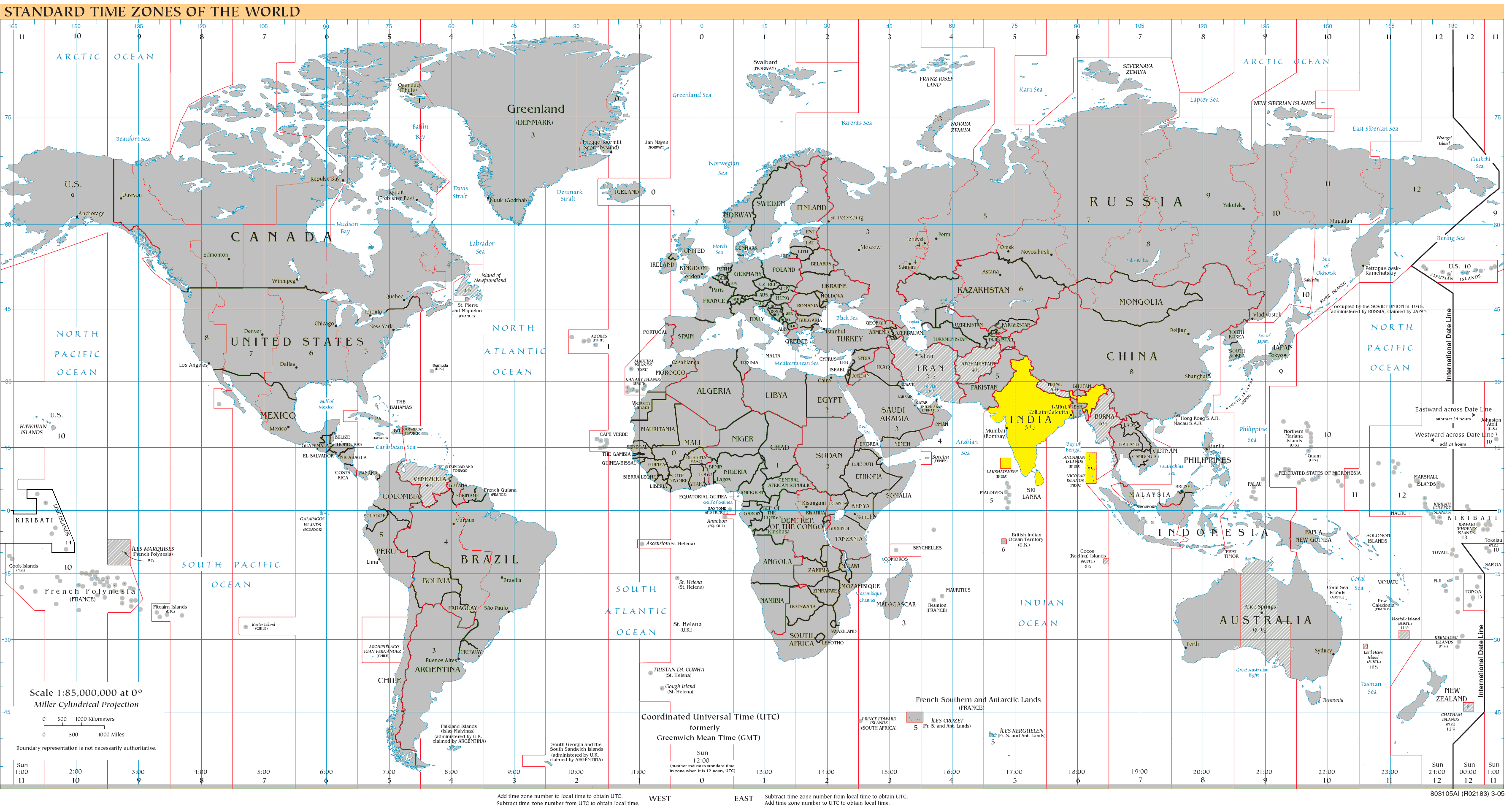
UTC+05:30:

UTC+5:30 ist eine Zonenzeit, welche den Längenhalbkreis 82°30' Ost als Bezugsmeridian hat. Auf Uhren mit dieser Zonenzeit ist es fünfeinhalb Stunden später als die koordinierte Weltzeit und viereinhalb Stunden später als die MEZ. UTC+5:30 wird in Indien und Sri Lanka verwendet.

## Geschichte

### Indien
UTC+5:30 wurde in Indien am 1. September 1947 nach der Unabhängigkeit landesweit als Indian Standard Time eingeführt. Seitdem gab es wiederholt Bestrebungen insbesondere in Nordostindien, sich aus der gemeinsamen Zeitzone herauszulösen und eine eigene Zeitzone für den indischen Nordosten einzuführen. Gedacht war an die zu Zeiten der britischen Kolonialzeit dort geltende Chaibagaan- oder Bagaan-Zeit, die der Zeitzone UTC+6:30 entspräche. Im März 2016 lehnte der Gauhati High Court, das Obergericht des Bundesstaats Assam eine entsprechende Eingabe ab.

### Sri Lanka
Sri Lanka (damals noch unter dem Namen Ceylon) trat nach der Unabhängigkeit 1946 ebenfalls der Zeitzone UTC+5:30 bei. Seit den 1980er Jahren gab es Überlegungen, die Sri Lanka Time zu ändern, um damit das Tageslicht besser zu nutzen und Energie zu sparen. Am 25. Mai 1996 wurde die Zeitzone Sri Lankas auf UTC+6:30 geändert, d. h. die Uhren wurden eine Stunde vorgestellt. Damit wollte die Regierung einer gravierenden Energiekrise begegnen. Am 26. Oktober 1996 erfolgte die Umstellung auf UTC+6, d. h. die Uhren wurden wieder eine halbe Stunde zurückgestellt. Am 15. April 2006 trat Sri Lanka dann wieder der Zeitzone UTC+5:30 bei, d. h. synchronisierte seine Zeit mit der Indischen Standardzeit. In den von den Tamil Tigers kontrollierten Landesteilen im Nordosten Sri Lankas war die Zeitumstellung von 1996 ohnehin nie umgesetzt worden.

## Geltungsbereich
- Indien
- Sri Lanka